# Songs an einem Sommerabend (Album, 2004)
Songs an einem Sommerabend (Die Vierte) ist eine Kompilation anlässlich der 18. Auflage des gleichnamigen Festivals aus dem Jahr 2004.

## Entstehung
Am 9. und 10. Juli 2004 fand das Festival wieder auf Kloster Banz mit Ado Schlier als künstlerischem Leiter des Festivals statt. Anders als bei späteren wurde kein Live-Mitschnitt veröffentlicht, sondern bereits im Vorfeld eine CD mit Studioaufnahmen. In dieser Form war es die vierte Aufnahme. Im Vorwort zur CD, die zum ersten Mal nicht nur bekannte Künstler, sondern auch Nachwuchstalente enthält, schreibt Schlier über die Probleme einer Open-Air-Veranstaltung bei unterschiedlichen Witterungsverhältnissen. Er bedankt sich bei allen Mitarbeitern, die für das Festival und die CD-Produktion verantwortlich waren, sowie bei den Helfern der Hanns-Seidel-Stiftung, die sich um die Künstler kümmerten. Auch der Bürgermeister der Stadt Bad Staffelstein, der Landrat und die Polizei werden bedacht.

## Titelliste
| Nr. | Titel                   | Interpret                                                 | Komponist                           | Autor                               | Länge |
| --- | ----------------------- | --------------------------------------------------------- | ----------------------------------- | ----------------------------------- | ----- |
| 1   | Reimen muss sich’s auch | Joana                                                     | Joana                               | Joana                               | 2:56  |
| 2   | Manche Stadt            | Hannes Wader                                              | Colin Wilkie                        | dt.: Hannes Wader                   | 4:26  |
| 3   | Oh ma Cannellou         | Lydie Auvray & die Auvrettes                              | George Concalves                    | Lydie Auvray                        | 3:30  |
| 4   | Grässlich vergesslich   | Bodo Wartke                                               | Bodo Wartke                         | Bodo Wartke                         | 3:56  |
| 5   | Pianao Piano            | Etta Scollo                                               | Etta Scollo                         | Etta Scollo                         | 5:41  |
| 6   | Carino                  | Bernardo Sandoval                                         | Bernardo Sandoval                   | Gabriel Sandoval                    | 3:53  |
| 7   | Diamant                 | Willy Astor                                               | Willa Astor                         | Willa Astor                         | 4:55  |
| 8   | Die Hand                | Ludwig Hirsch                                             | Ludwig Hirsch                       | Ludwig Hirsch                       | 4:21  |
| 9   | Someday                 | Naked Raven                                               | Pussy Pinney                        | Pussy Pinney                        | 3:47  |
| 10  | Herbstlied              | Hans Eckhardt Wenzel                                      | Hans Eckhardt Wenzel                | Hans Eckhardt Wenzel                | 3:40  |
| 11  | La storia di orso       | Acajo                                                     | Raimong Irsaria                     | Walter Moroder                      | 3:31  |
| 12  | Lágrima                 | Dulce Pontes                                              | Almália Rodrigues, Carlos Concalves | Almália Rodrigues, Carlos Concalves | 4:51  |
| 13  | After Rain              | Ralph McTell                                              | Ralph McTell                        | Ralph McTell                        | 4:04  |
| 14  | Da wird eine Insel sein | Klaus Hoffmann                                            | Klaus Hoffmann                      | Klaus Hoffmann                      | 4:09  |
| 15  | Empty Chairs            | Colin Wilkie                                              | Colin Wilkie                        | Colin Wilkie                        | 4:33  |
| 16  | S’Innofeldmandl         | Titlá                                                     | Titlá                               | Egon Kühebacher                     | 4:02  |
| 17  | Papà                    | Barbara Zanetti                                           | Marth Walter                        | Barbara Zanetti                     | 3:17  |
| 18  | So trolln wir uns       | Reinhard Mey, Konstantin Wecker, Hannes Wader             | Carl Michael Bellman                | dt. Carl Zuckmayer                  | 3:01  |
| 19  | Tango Taquin            | Lydie Auvray & die Auvrettes feat. Streichquartett Indigo | Lydie Auvray                        |                                     | 3:34  |

## Produktion
Regie führte Heinz Lindner, Klaus Häffner vom Studio Franken und Mitarbeiter des Bayerischen Rundfunks waren für Bild, Licht und Ton verantwortlich.
Die CD-Zusammenstellung übernahm Ado Schlier, die Projektbetreuung lag bei Ulli Metscher, die Covergrafik erstellte Schinagl, Coverdesign und Bookletlayout Ben Richter.